# Ladies Tour of Norway 2018
La 5.ª edición del Ladies Tour of Norway se celebró entre el 17 y el 19 de agosto de 2018 con inicio en la ciudad de Rakkestad y final en Halden en Noruega. El recorrido constó de un total de 3 etapas sobre una distancia total de 409,2 km. 
La carrera formó parte del UCI WorldTour Femenino 2018 como competencia de categoría 2.WWT del calendario ciclístico de máximo nivel mundial, siendo la vigésima carrera de dicho circuito, y fue ganada por la neerlandesa Marianne Vos del equipo WaowDeals. El podio lo completaron la sueca Emilia Fahlin del equipo Wiggle High5 y la estadounidense Coryn Rivera del equipo Sunweb, segunda y tercera clasificada respectivamente.

## Equipos
Tomarán parte en la carrera un total de 21 equipos, de los cuales 19 son equipos de categoría UCI Team Femenino invitados por la organización y 2 selecciones nacionales. Los equipos participantes son:
| Equipos femeninos (19)- Alé Cipollini - Astana Women's - Bepink - Boels Dolmans - BTC City Ljubljana - Canyon-SRAM Racing - Cylance - FDJ-Nouvelle Aquitaine-Futuroscope - Hitec Products-Birk Sport - Lotto Soudal Ladies - Mitchelton-Scott - Movistar Team - Sunweb - Tibco-Silicon Valley Bank - Trek-Drops - Valcar PBM - Virtu - WaowDeals - Wiggle High5 Equipos nacionales (2)- Noruega - Suecia |
| |

## Recorrido
El Ladies Tour of Norway dispuso de tres etapas etapas para un recorrido total de 409,2 km.
| Etapa     | Fecha     | Recorrido                     | type        | Distancia (km) | Ganador      | Líder        |
| --------- | --------- | ----------------------------- | ----------- | -------------- | ------------ | ------------ |
| 1.ª etapa | 17 de ago | Rakkestad – Mysen             | etapa llana | 127,7          | Marianne Vos | Marianne Vos |
| 2.ª etapa | 18 de ago | Fredrikstad – Sarpsborg       | etapa llana | 127,6          | Marianne Vos | Marianne Vos |
| 3.ª etapa | 19 de ago | Old Svinesund Bridge – Halden | etapa llana | 154            | Marianne Vos | Marianne Vos |

## Desarrollo de la carrera

### 1.ª etapa
| Rakkestad - Mysen | etapa llana | (127,7 km) |

| \| Clasificación de la etapa \| Clasificación de la etapa \| Clasificación de la etapa \| Clasificación de la etapa \| Clasificación de la etapa \| \| Ciclista \| Ciclista \| Equipo \| Tiempo \| \| \| ------------------------- \| ------------------------- \| ------------------------- \| ------------------------- \| ------------------------- \| \| 1.ª \| Marianne Vos \| WaowDeals \| 3 h 18 min 03 s \| \| \| 2.ª \| Emilia Fahlin \| Wiggle High5 \| + 0 s \| \| \| 3.ª \| Coryn Rivera \| Sunweb \| + 0 s \| \| \| 4.ª \| Gracie Elvin \| Mitchelton-Scott \| + 0 s \| \| \| 5.ª \| Chloe Hosking \| Alé Cipollini \| + 0 s \| \| \| 6.ª \| Małgorzata Jasińska \| Movistar Team \| + 0 s \| \| \| 7.ª \| Eva Buurman \| Trek-Drops \| + 0 s \| \| \| 8.ª \| Christine Majerus \| Boels Dolmans \| + 0 s \| \| \| 9.ª \| Chiara Consonni \| Valcar PBM \| + 0 s \| \| \| 10.ª \| Aude Biannic \| Movistar Team \| + 0 s \| \| |                     |                  |                 |
| |                     |                  |                 |
| Fuente: ProCyclingStats |                     |                  |                 |
| Clasificación de la etapa |                     |                  |                 |
| Ciclista | Ciclista            | Equipo           | Tiempo          |
| 1.ª | Marianne Vos        | WaowDeals        | 3 h 18 min 03 s |
| 2.ª | Emilia Fahlin       | Wiggle High5     | + 0 s           |
| 3.ª | Coryn Rivera        | Sunweb           | + 0 s           |
| 4.ª | Gracie Elvin        | Mitchelton-Scott | + 0 s           |
| 5.ª | Chloe Hosking       | Alé Cipollini    | + 0 s           |
| 6.ª | Małgorzata Jasińska | Movistar Team    | + 0 s           |
| 7.ª | Eva Buurman         | Trek-Drops       | + 0 s           |
| 8.ª | Christine Majerus   | Boels Dolmans    | + 0 s           |
| 9.ª | Chiara Consonni     | Valcar PBM       | + 0 s           |
| 10.ª | Aude Biannic        | Movistar Team    | + 0 s           |

| \| Clasificación general \| Clasificación general \| Clasificación general \| Clasificación general \| Clasificación general \| \| Ciclista \| Ciclista \| Equipo \| Tiempo \| \| \| --------------------- \| --------------------- \| --------------------- \| --------------------- \| --------------------- \| \| 1.ª \| Marianne Vos \| WaowDeals \| 3 h 17 min 47 s \| \| \| 2.ª \| Coryn Rivera \| Sunweb \| + 9 s \| \| \| 3.ª \| Emilia Fahlin \| Wiggle High5 \| + 10 s \| \| \| 4.ª \| Christine Majerus \| Boels Dolmans \| + 13 s \| \| \| 5.ª \| Gracie Elvin \| Mitchelton-Scott \| + 16 s \| \| \| 6.ª \| Chloe Hosking \| Alé Cipollini \| + 16 s \| \| \| 7.ª \| Małgorzata Jasińska \| Movistar Team \| + 16 s \| \| \| 8.ª \| Eva Buurman \| Trek-Drops \| + 16 s \| \| \| 9.ª \| Chiara Consonni \| Valcar PBM \| + 16 s \| \| \| 10.ª \| Aude Biannic \| Movistar Team \| + 16 s \| \| |                     |                  |                 |
| |                     |                  |                 |
| Fuente: ProCyclingStats |                     |                  |                 |
| Clasificación general |                     |                  |                 |
| Ciclista | Ciclista            | Equipo           | Tiempo          |
| 1.ª | Marianne Vos        | WaowDeals        | 3 h 17 min 47 s |
| 2.ª | Coryn Rivera        | Sunweb           | + 9 s           |
| 3.ª | Emilia Fahlin       | Wiggle High5     | + 10 s          |
| 4.ª | Christine Majerus   | Boels Dolmans    | + 13 s          |
| 5.ª | Gracie Elvin        | Mitchelton-Scott | + 16 s          |
| 6.ª | Chloe Hosking       | Alé Cipollini    | + 16 s          |
| 7.ª | Małgorzata Jasińska | Movistar Team    | + 16 s          |
| 8.ª | Eva Buurman         | Trek-Drops       | + 16 s          |
| 9.ª | Chiara Consonni     | Valcar PBM       | + 16 s          |
| 10.ª | Aude Biannic        | Movistar Team    | + 16 s          |

### 2.ª etapa
| Fredrikstad - Sarpsborg | etapa llana | (127,6 km) |

| \| Clasificación de la etapa \| Clasificación de la etapa \| Clasificación de la etapa \| Clasificación de la etapa \| Clasificación de la etapa \| \| Ciclista \| Ciclista \| Equipo \| Tiempo \| \| \| ------------------------- \| ------------------------- \| ------------------------- \| ------------------------- \| ------------------------- \| \| 1.ª \| Marianne Vos \| WaowDeals \| 3 h 11 min 15 s \| \| \| 2.ª \| Emilia Fahlin \| Wiggle High5 \| + 0 s \| \| \| 3.ª \| Katarzyna Niewiadoma \| Canyon-SRAM Racing \| + 0 s \| \| \| 4.ª \| Christine Majerus \| Boels Dolmans \| + 3 s \| \| \| 5.ª \| Aude Biannic \| Movistar Team \| + 3 s \| \| \| 6.ª \| Christina Siggaard \| Virtu Cycling Women \| + 7 s \| \| \| 7.ª \| Coryn Rivera \| Sunweb \| + 8 s \| \| \| 8.ª \| Eva Buurman \| Trek-Drops \| + 8 s \| \| \| 9.ª \| Lucinda Brand \| Sunweb \| + 8 s \| \| \| 10.ª \| Floortje Mackaij \| Sunweb \| + 8 s \| \| |                      |                     |                 |
| |                      |                     |                 |
| Fuente: ProCyclingStats |                      |                     |                 |
| Clasificación de la etapa |                      |                     |                 |
| Ciclista | Ciclista             | Equipo              | Tiempo          |
| 1.ª | Marianne Vos         | WaowDeals           | 3 h 11 min 15 s |
| 2.ª | Emilia Fahlin        | Wiggle High5        | + 0 s           |
| 3.ª | Katarzyna Niewiadoma | Canyon-SRAM Racing  | + 0 s           |
| 4.ª | Christine Majerus    | Boels Dolmans       | + 3 s           |
| 5.ª | Aude Biannic         | Movistar Team       | + 3 s           |
| 6.ª | Christina Siggaard   | Virtu Cycling Women | + 7 s           |
| 7.ª | Coryn Rivera         | Sunweb              | + 8 s           |
| 8.ª | Eva Buurman          | Trek-Drops          | + 8 s           |
| 9.ª | Lucinda Brand        | Sunweb              | + 8 s           |
| 10.ª | Floortje Mackaij     | Sunweb              | + 8 s           |

| \| Clasificación general \| Clasificación general \| Clasificación general \| Clasificación general \| Clasificación general \| \| Ciclista \| Ciclista \| Equipo \| Tiempo \| \| \| --------------------- \| --------------------- \| ------------------------- \| --------------------- \| --------------------- \| \| 1.ª \| Marianne Vos \| WaowDeals \| 6 h 28 min 46 s \| \| \| 2.ª \| Emilia Fahlin \| Wiggle High5 \| + 18 s \| \| \| 3.ª \| Katarzyna Niewiadoma \| Canyon-SRAM Racing \| + 28 s \| \| \| 4.ª \| Coryn Rivera \| Sunweb \| + 31 s \| \| \| 5.ª \| Christine Majerus \| Boels Dolmans \| + 31 s \| \| \| 6.ª \| Aude Biannic \| Movistar Team \| + 35 s \| \| \| 7.ª \| Eva Buurman \| Trek-Drops \| + 40 s \| \| \| 8.ª \| Lucinda Brand \| Sunweb \| + 40 s \| \| \| 9.ª \| Floortje Mackaij \| Sunweb \| + 40 s \| \| \| 10.ª \| Alison Jackson \| Tibco-Silicon Valley Bank \| + 48 s \| \| |                      |                           |                 |
| |                      |                           |                 |
| Fuente: ProCyclingStats |                      |                           |                 |
| Clasificación general |                      |                           |                 |
| Ciclista | Ciclista             | Equipo                    | Tiempo          |
| 1.ª | Marianne Vos         | WaowDeals                 | 6 h 28 min 46 s |
| 2.ª | Emilia Fahlin        | Wiggle High5              | + 18 s          |
| 3.ª | Katarzyna Niewiadoma | Canyon-SRAM Racing        | + 28 s          |
| 4.ª | Coryn Rivera         | Sunweb                    | + 31 s          |
| 5.ª | Christine Majerus    | Boels Dolmans             | + 31 s          |
| 6.ª | Aude Biannic         | Movistar Team             | + 35 s          |
| 7.ª | Eva Buurman          | Trek-Drops                | + 40 s          |
| 8.ª | Lucinda Brand        | Sunweb                    | + 40 s          |
| 9.ª | Floortje Mackaij     | Sunweb                    | + 40 s          |
| 10.ª | Alison Jackson       | Tibco-Silicon Valley Bank | + 48 s          |

### 3.ª etapa
| Old Svinesund Bridge - Halden | etapa llana | (154 km) |

| \| Clasificación de la etapa \| Clasificación de la etapa \| Clasificación de la etapa \| Clasificación de la etapa \| Clasificación de la etapa \| \| Ciclista \| Ciclista \| Equipo \| Tiempo \| \| \| ------------------------- \| ------------------------- \| ------------------------- \| ------------------------- \| ------------------------- \| \| 1.ª \| Marianne Vos \| WaowDeals \| 3 h 49 min 14 s \| \| \| 2.ª \| Coryn Rivera \| Sunweb \| + 0 s \| \| \| 3.ª \| Emilia Fahlin \| Wiggle High5 \| + 0 s \| \| \| 4.ª \| Chloe Hosking \| Alé Cipollini \| + 0 s \| \| \| 5.ª \| Lotte Kopecky \| Lotto Soudal Ladies \| + 0 s \| \| \| 6.ª \| Maria Giulia Confalonieri \| Valcar PBM \| + 0 s \| \| \| 7.ª \| Christine Majerus \| Boels Dolmans \| + 0 s \| \| \| 8.ª \| Chiara Consonni \| Valcar PBM \| + 0 s \| \| \| 9.ª \| Christina Siggaard \| Virtu Cycling Women \| + 0 s \| \| \| 10.ª \| Gracie Elvin \| Mitchelton-Scott \| + 0 s \| \| |                           |                     |                 |
| |                           |                     |                 |
| Fuente: ProCyclingStats |                           |                     |                 |
| Clasificación de la etapa |                           |                     |                 |
| Ciclista | Ciclista                  | Equipo              | Tiempo          |
| 1.ª | Marianne Vos              | WaowDeals           | 3 h 49 min 14 s |
| 2.ª | Coryn Rivera              | Sunweb              | + 0 s           |
| 3.ª | Emilia Fahlin             | Wiggle High5        | + 0 s           |
| 4.ª | Chloe Hosking             | Alé Cipollini       | + 0 s           |
| 5.ª | Lotte Kopecky             | Lotto Soudal Ladies | + 0 s           |
| 6.ª | Maria Giulia Confalonieri | Valcar PBM          | + 0 s           |
| 7.ª | Christine Majerus         | Boels Dolmans       | + 0 s           |
| 8.ª | Chiara Consonni           | Valcar PBM          | + 0 s           |
| 9.ª | Christina Siggaard        | Virtu Cycling Women | + 0 s           |
| 10.ª | Gracie Elvin              | Mitchelton-Scott    | + 0 s           |

## Clasificaciones finales
Las clasificaciones finalizaron de la siguiente forma:

### Clasificación general
| \| Clasificación general \| Clasificación general \| Clasificación general \| Clasificación general \| Clasificación general \| \| Ciclista \| Ciclista \| Equipo \| Tiempo \| \| \| --------------------- \| --------------------- \| ------------------------- \| --------------------- \| --------------------- \| \| 1.ª \| Marianne Vos \| WaowDeals \| 10 h 17 min 49 s \| \| \| 2.ª \| Emilia Fahlin \| Wiggle High5 \| + 22 s \| \| \| 3.ª \| Coryn Rivera \| Sunweb \| + 33 s \| \| \| 4.ª \| Christine Majerus \| Boels Dolmans \| + 37 s \| \| \| 5.ª \| Katarzyna Niewiadoma \| Canyon-SRAM Racing \| + 39 s \| \| \| 6.ª \| Aude Biannic \| Movistar Team \| + 46 s \| \| \| 7.ª \| Eva Buurman \| Trek-Drops \| + 51 s \| \| \| 8.ª \| Floortje Mackaij \| Sunweb \| + 51 s \| \| \| 9.ª \| Alison Jackson \| Tibco-Silicon Valley Bank \| + 59 s \| \| \| 10.ª \| Lucinda Brand \| Sunweb \| + 1 min 00 s \| \| |                      |                           |                  |
| |                      |                           |                  |
| Fuente: ProCyclingStats |                      |                           |                  |
| Clasificación general |                      |                           |                  |
| Ciclista | Ciclista             | Equipo                    | Tiempo           |
| 1.ª | Marianne Vos         | WaowDeals                 | 10 h 17 min 49 s |
| 2.ª | Emilia Fahlin        | Wiggle High5              | + 22 s           |
| 3.ª | Coryn Rivera         | Sunweb                    | + 33 s           |
| 4.ª | Christine Majerus    | Boels Dolmans             | + 37 s           |
| 5.ª | Katarzyna Niewiadoma | Canyon-SRAM Racing        | + 39 s           |
| 6.ª | Aude Biannic         | Movistar Team             | + 46 s           |
| 7.ª | Eva Buurman          | Trek-Drops                | + 51 s           |
| 8.ª | Floortje Mackaij     | Sunweb                    | + 51 s           |
| 9.ª | Alison Jackson       | Tibco-Silicon Valley Bank | + 59 s           |
| 10.ª | Lucinda Brand        | Sunweb                    | + 1 min 00 s     |

### Clasificación por puntos
| Clasificación por puntos | Clasificación por puntos | Clasificación por puntos | Clasificación por puntos | Clasificación por puntos |
| Ciclista                 | Ciclista                 | Equipo                   | Puntos                   |                          |
| ------------------------ | ------------------------ | ------------------------ | ------------------------ | ------------------------ |
| 1.ª                      | Marianne Vos             | WaowDeals                | 42 pts                   |                          |
| 2.ª                      | Emilia Fahlin            | Wiggle High5             | 22 pts                   |                          |
| 3.ª                      | Coryn Rivera             | Sunweb                   | 20 pts                   |                          |
| 4.ª                      | Christine Majerus        | Boels Dolmans            | 16 pts                   |                          |
| 5.ª                      | Chloe Hosking            | Alé Cipollini            | 5 pts                    |                          |
| 6.ª                      | Katarzyna Niewiadoma     | Canyon-SRAM Racing       | 4 pts                    |                          |
| 7.ª                      | Gracie Elvin             | Mitchelton-Scott         | 3 pts                    |                          |
| 8.ª                      | Aude Biannic             | Movistar Team            | 2 pts                    |                          |
| 9.ª                      | Lotte Kopecky            | Lotto Soudal Ladies      | 2 pts                    |                          |
| 10.ª                     | Małgorzata Jasińska      | Movistar Team            | 1 pt                     |                          |

### Clasificación de la montaña
| Clasificación de la montaña | Clasificación de la montaña | Clasificación de la montaña | Clasificación de la montaña | Clasificación de la montaña |
| Ciclista                    | Ciclista                    | Equipo                      | Puntos                      |                             |
| --------------------------- | --------------------------- | --------------------------- | --------------------------- | --------------------------- |
| 1.ª                         | Katarzyna Niewiadoma        | Canyon-SRAM Racing          | 12 pts                      |                             |
| 2.ª                         | Mavi García                 | Movistar Team               | 8 pts                       |                             |
| 3.ª                         | Anna Christian              | Trek-Drops                  | 4 pts                       |                             |
| 4.ª                         | Trixi Worrack               | Canyon-SRAM Racing          | 3 pts                       |                             |
| 5.ª                         | Ane Santesteban             | Alé Cipollini               | 3 pts                       |                             |
| 6.ª                         | Megan Guarnier              | Boels Dolmans               | 2 pts                       |                             |
| 7.ª                         | Elisa Longo Borghini        | Wiggle High5                | 2 pts                       |                             |
| 8.ª                         | Lourdes Oyarbide            | Movistar Team               | 2 pts                       |                             |
| 9.ª                         | Lucinda Brand               | Sunweb                      | 1 pt                        |                             |
| 10.ª                        | Liane Lippert               | Sunweb                      | 1 pt                        |                             |

### Clasificación de las jóvenes
| Clasificación del mejor joven | Clasificación del mejor joven | Clasificación del mejor joven | Clasificación del mejor joven | Clasificación del mejor joven |
| Ciclista                      | Ciclista                      | Equipo                        | Tiempo                        |                               |
| ----------------------------- | ----------------------------- | ----------------------------- | ----------------------------- | ----------------------------- |
| 1.ª                           | Chiara Consonni               | Valcar PBM                    | 10 h 18 min 53 s              |                               |
| 2.ª                           | Liane Lippert                 | Sunweb                        | + 0 s                         |                               |
| 3.ª                           | Jeanne Korevaar               | WaowDeals                     | + 1 min 53 s                  |                               |
| 4.ª                           | Susanne Andersen              | Hitec Products-Birk Sport     | + 2 min 14 s                  |                               |
| 5.ª                           | Amalie Dideriksen             | Boels Dolmans                 | + 2 min 24 s                  |                               |
| 6.ª                           | Silvia Persico                | Valcar PBM                    | + 2 min 28 s                  |                               |
| 7.ª                           | Abby-Mae Parkinson            | Trek-Drops                    | + 3 min 18 s                  |                               |
| 8.ª                           | Sofia Bertizzolo              | Astana Women's Team           | + 5 min 54 s                  |                               |
| 9.ª                           | Karlijn Swinkels              | Alé Cipollini                 | + 6 min 01 s                  |                               |
| 10.ª                          | Lisa Klein                    | Canyon-SRAM Racing            | + 6 min 31 s                  |                               |

### Clasificación por equipos
| Clasificación por equipos | Clasificación por equipos          | Clasificación por equipos | Clasificación por equipos |
| Equipo                    | Equipo                             | Tiempo                    |                           |
| ------------------------- | ---------------------------------- | ------------------------- | ------------------------- |
| 1.º                       | Sunweb                             | 30 h 56 min 00 s          |                           |
| 2.º                       | Movistar Team                      | + 21 s                    |                           |
| 3.º                       | Boels Dolmans                      | + 30 s                    |                           |
| 4.º                       | Mitchelton-Scott                   | + 1 min 33 s              |                           |
| 5.º                       | WaowDeals                          | + 4 min 40 s              |                           |
| 6.º                       | Canyon-SRAM Racing                 | + 7 min 02 s              |                           |
| 7.º                       | BTC City Ljubljana                 | + 7 min 19 s              |                           |
| 8.º                       | FDJ-Nouvelle Aquitaine-Futuroscope | + 7 min 42 s              |                           |
| 9.º                       | Wiggle High5                       | + 8 min 36 s              |                           |
| 10.º                      | Alé Cipollini                      | + 9 min 39 s              |                           |

## Evolución de las clasificaciones
| Etapa                   | Vencedora               | Clasificación general | Clasificación por puntos | Clasificación de la montaña | Clasificación de las jóvenes | Clasificación de la mejor noruega | Clasificación por equipos |
| ----------------------- | ----------------------- | --------------------- | ------------------------ | --------------------------- | ---------------------------- | --------------------------------- | ------------------------- |
| 1.ª                     | Marianne Vos            | Marianne Vos          | Marianne Vos             | Katarzyna Niewiadoma        | Chiara Consonni              | Susanne Andersen                  | Movistar                  |
| 2.ª                     | Marianne Vos            | Marianne Vos          | Marianne Vos             | Katarzyna Niewiadoma        | Chiara Consonni              | Susanne Andersen                  | Sunweb                    |
| 3.ª                     | Marianne Vos            | Marianne Vos          | Marianne Vos             | Katarzyna Niewiadoma        | Chiara Consonni              | Susanne Andersen                  | Sunweb                    |
| Clasificaciones finales | Clasificaciones finales | Marianne Vos          | Marianne Vos             | Katarzyna Niewiadoma        | Chiara Consonni              | Susanne Andersen                  | Sunweb                    |

## UCI WorldTour Femenino
El Ladies Tour of Norway otorga puntos para el UCI WorldTour Femenino 2018, incluyendo a todas las corredoras de los equipos en las categorías UCI Team Femenino. Las siguientes tablas muestran el baremo de puntuación y las 10 corredoras que obtuvieron más puntos:
| Posición              | 1.ª | 2.ª | 3.ª | 4.ª | 5.ª | 6.ª | 7.ª | 8.ª | 9.ª | 10.ª | 11.ª | 12.ª | 13.ª | 14.ª | 15.ª | 16.ª-30.ª | 31.ª-40.ª |
| Clasificación general | 200 | 150 | 125 | 100 | 85  | 70  | 60  | 50  | 40  | 35   | 30   | 25   | 20   | 15   | 10   | 5         | 3         |
| Por etapa             | 25  | 20  | 18  | 16  | 14  | 12  | 10  | 8   | 6   | 4    |      |      |      |      |      |           |           |
| Líder                 | 5   |     |     |     |     |     |     |     |     |      |      |      |      |      |      |           |           |

| Clasificación |                      |                    |         |       |       |       |
| Posición      | Ciclista             | Equipo             | General | Etapa | Líder | Total |
| ------------- | -------------------- | ------------------ | ------- | ----- | ----- | ----- |
| 1.ª           | Marianne Vos         | WaowDeals          | 200     | 75    | 10    | 285   |
| 2.ª           | Emilia Fahlin        | Wiggle High5       | 150     | 58    | -     | 208   |
| 3.ª           | Coryn Rivera         | Sunweb             | 125     | 48    | -     | 173   |
| 4.ª           | Christine Majerus    | Boels-Dolmans      | 100     | 34    | -     | 134   |
| 5.ª           | Katarzyna Niewiadoma | Canyon SRAM Racing | 85      | 18    | -     | 103   |
| 6.ª           | Aude Biannic         | Movistar           | 70      | 18    | -     | 88    |
| 7.ª           | Eva Buurman          | Trek-Drops         | 60      | 18    | -     | 78    |
| 8.ª           | Floortje Mackaij     | Sunweb             | 50      | 4     | -     | 54    |
| 9.ª           | Gracie Elvin         | Mitchelton-Scott   | 30      | 20    | -     | 50    |
| 10.ª          | Lucinda Brand        | Sunweb             | 35      | 6     | -     | 41    |